# Mahási Sayadaw
U Sóbhana Maháthéra neboli Mahásí Sajádó (barmsky: မဟာစည်ဆရာတော် ဦးသောဘန, Mahāsī Sayādaw U Sobhana výslovnost [məhàsì sʰəjàdɔ̀ ʔú θɔ́bəna̰] tedy zhruba "Mahásí Sajádó" ;(29. července 1904 – 14. srpna 1982) patří mezi nejvýznamnější mnichy a meditační mistry školy théraváda ve 20. století díky svému zásadnímu přínosu pro praxi Buddhovy metody meditace všímavosti a vhledu (satipatthána-vipassaná) v Asii a Euroamerickém světě a význačné roli závěrečného editora (Osana) a tazatele (Pucchaka), kterou zastával při Šestém buddhistickém koncilu (Sangáyana) probíhajícím v letech 1954–1956 v Rangúnu v Barmě. Od roku 1952 byl nositelem titulu nejvyšší znalec textů (Agga Mahá Pandita).

## Životopis
Ctihodný U Sobhana Maháthera se narodil 29. července 1904 ve vesnici Seikkhun, několik mil od historického města Shwebo v horní Barmě. Ve dvanácti letech ordinoval a stal se novicem (sámanera), ve dvaceti pak plně ordinovaným mnichem (bhikkhu). Posléze se věnoval studiu textů ve městech Mandalaj a Moulmein, v jehož blízkosti prošel intenzivním tréninkem meditace všímavosti a vhledu pod vedením ctihodného Mingun Jetawan Sayadaw, známého též jako U Narada. Krátce po dokončení své intenzivní praxe začal vést první meditující ve své rodné vesnici v klášteře pojmenovaném „Mahási“ podle velkého bubnu, který byl používán pro svolávání mnichů (1938). Záhy se v regionu stal známým pod jménem Mahási Sayadaw. Po dokončení studia textů získal v roce 1941 titul Učitel Dhammy (Dhammácariya).

Během Japonské invaze se dál věnoval v rodné vesnici vlastní intenzivní praxi meditace všímavosti a vhledu, výuce vzrůstajícího počtu žáků a práci na monumentálním díle Manuál meditace vipassana, jejíž pátá kapitola se později stala světoznámou praktickou příručkou, přeloženou do mnoha jazyků (český překlad in, Mirko Frýba, Buddhova meditace všímavosti a vhledu, Boskovice, Albert, 2008). Když 13. listopadu 1947 pan U Thwin založil organizaci Buddhasasananuggaha a věnoval jí pětiakrový pozemek na Hermitage Road v Rangúnu s cílem založit meditační centrum, netušil, že zakládá nejznámější meditační centrum 20. století, dodnes nesoucí jméno Mahási Sásana Yeiktha (http://www.buddhanet.net/m_centre.htm). Stalo se tak díky třem desetiletím usilovné práce ctihodného Mahási Sayadaw, který na konci roku 1949 přijal pozvání tehdejšího barmského ministerského předsedy pana U Nu a usídlil se v rozrůstajícím meditačním centru.

14. 5. 1954 byl v Rangúnu slavnostně zahájen šestý buddhistický koncil (Sangáyana), jemuž ctihodný Mahási Sayadaw předsedal a dále působil v roli závěrečného editora (Osana) a tazatele (Pucchaka). Během koncilu došlo k editování nejenom kanonických textů (páli), ale i jejich komentářů (atthakathá) a subkomentářů (tíká). Jinou historickou událostí vázanou k šestému koncilu je první zdokumentovaná přítomnost mnichů evropského původu, ctihodného Nyánatiloky (vlastním jménem Anton Gueth) a ctihodného Nyánaponiky (vlastním jménem Siegmund Feniger).

Šestý koncil uspořádaný k 2500. výročí narození historického Buddhy znamenal obrození praxe Dhammy nejenom v tradičních zemích východní a jihovýchodní Asie, ale později i v Americe a Evropě. Od padesátých do sedmdesátých let se ctihodný Mahási Sayadaw zúčastnil několika zahraničních cest (Srí Lanka, Indonésie, Thajsko, Anglie, Švýcarsko, USA, Francie aj.) díky nimž se s praxí Buddhova učení a především meditací všímavosti a vhledu seznámilo značné množství zájemců. Zahraniční cesty byly podporou pro postupný vznik meditačních center po celém světě. Jen jeho domovským meditačním centrem díky jeho neúnavné činnosti učitele Dhammy, ve které pokračoval ve svém až do své smrti roku 1982, prošly statisíce meditujících.

## Publikace
Ctihodný Mahási Sayadaw napsal více než osmdesát pojednání v barmštině, z nichž mnohé byly přeloženy do angličtiny (https://web.archive.org/web/20110519233128/http://www.mahasi.org.mm/treatises.html), některé texty též napsal v jazyce páli. V češtině byly publikovány dvě základní praktické příručky:

1.	Základní a pokročilé stupně meditace všímavosti a vhledu (in Mirko Frýba, Buddhova meditace všímavosti a vhledu, Boskovice, Albert, 2008);

2.	Pokrok při pěstování vhledu: Pojednání o buddhistické meditaci, Praha, Alternativa, 1997 (překlad Petr Neugebauer).